# Боричівський орнітологічний заказник
Боричі́вський зака́зник — водойма, орнітологічний заказник місцевого значення. Розташований на околиці села Боричівка Теребовлянського району Тернопільської області. 
Площа — 14,2 га. Оголошений об'єктом природно-заповідного фонду рішенням Тернопільської обласної ради від 25 квітня 1996 № 90 зі змінами, затвердженими її рішенням від 27 квітня 2001 № 238. Перебуває у віданні місцевого господарства «Сади». 
Під охороною — комплекс водоболотної та мисливської орнітофауни, рідкісні види водної та болотної рослинності. Трапляються водяна курочка, лунь очеретяний, мартин звичайний, плиска біла, чирок-тріскунок, очеретянка велика, ремез та інші види птахів.